# Locomotora Áliva

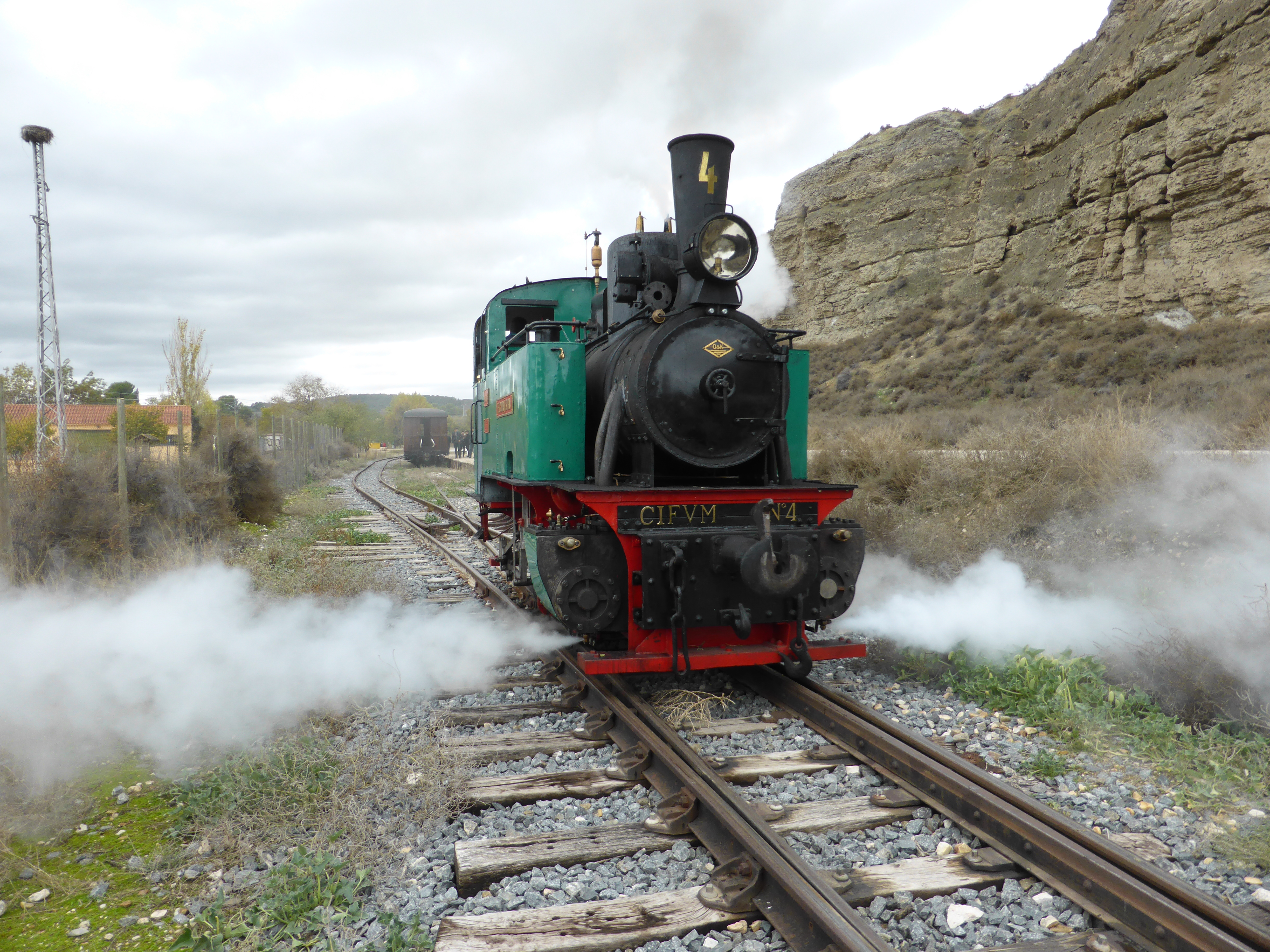
Locomotora Áliva, número 4 del Tren de Arganda. En esta fotografía está maniobrando en el apeadero de la Laguna del Campillo.

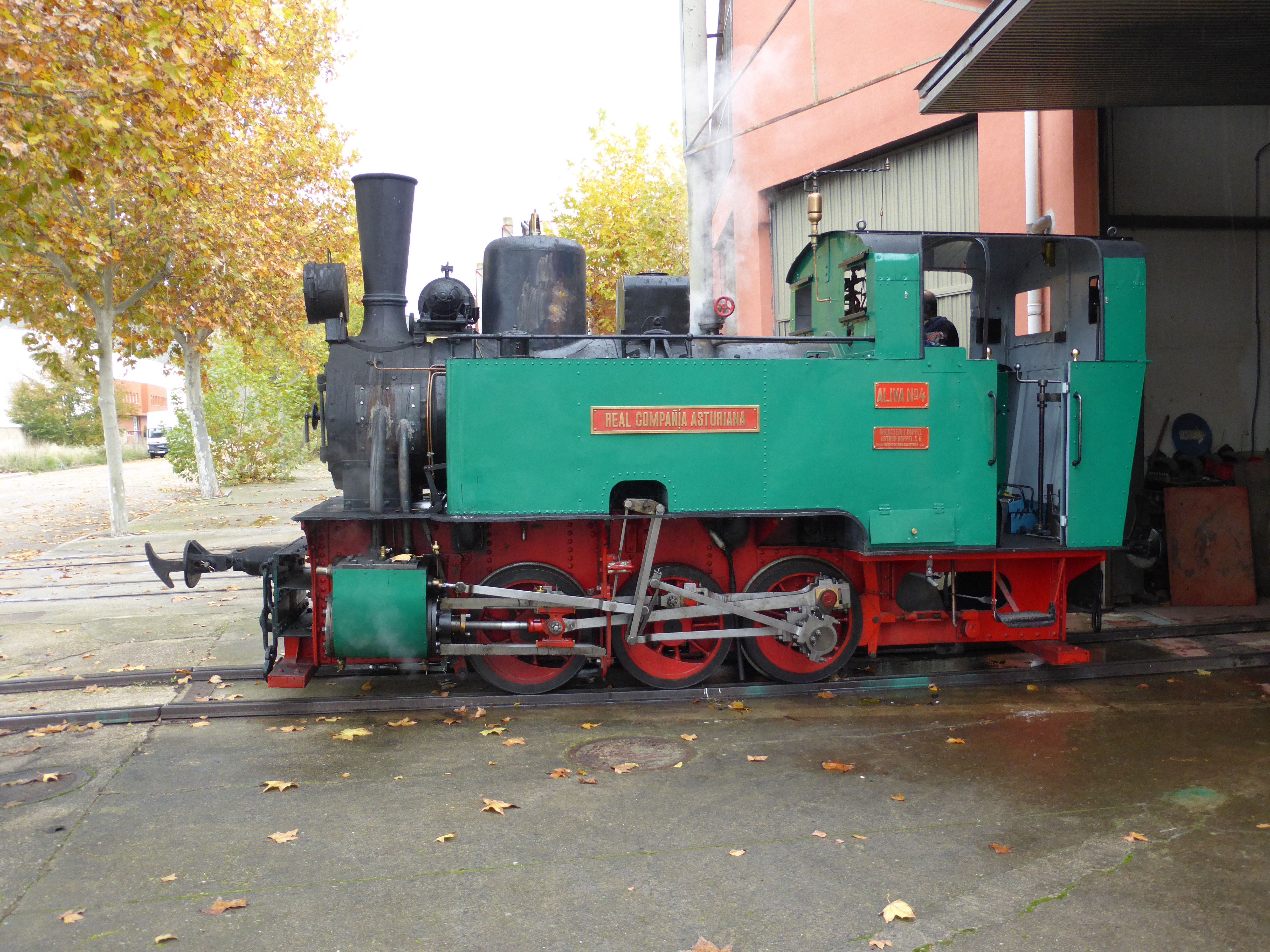
Locomotora Áliva, en los talleres de La Poveda, Arganda del Rey.

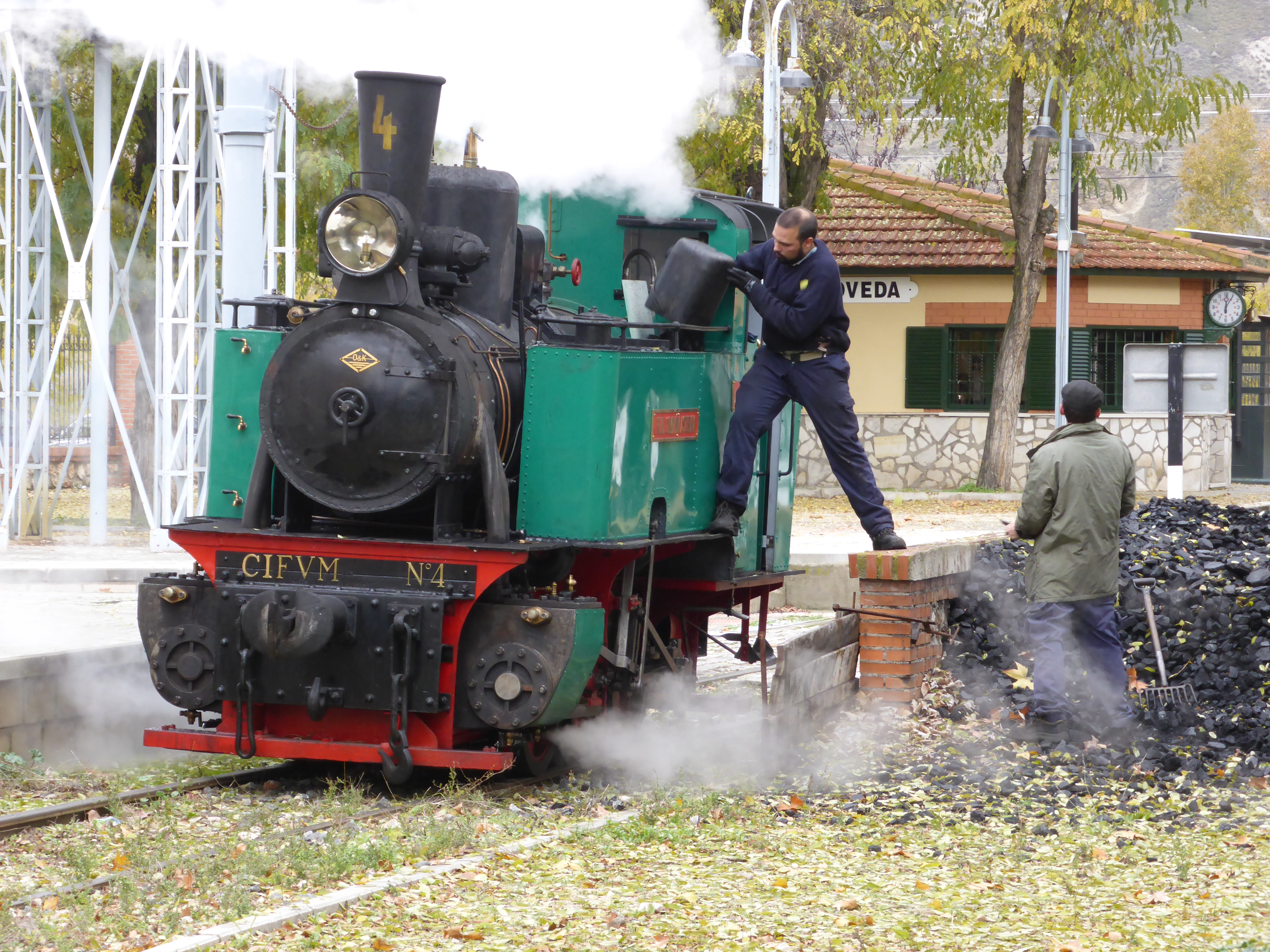
Cargando carbón en la locomotora Áliva, en la estación de La Poveda.

La locomotora de vapor Áliva, del Tren de Arganda, fue fabricada por Orenstein & Koppel (O & K) en Alemania, en el año 1926. Perteneció a la Real Compañía Asturiana de Minas, finalizando su servicio en Torrelavega (Cantabria). Fue adquirida por el CIFVM (Vapor-Madrid), y a finales de 2016 ha entrado en funcionamiento en el Tren de Arganda (en la provincia de Madrid, España).

## Datos técnicos
Fue fabricada por Orenstein & Koppel (O & K) en 1926, en Alemania. Su número de construcción es el 11198, que está grabado en numerosas piezas.
Esta locomotora de vapor funciona quemando carbón de tipo hulla en su hogar, para calentar agua y producir vapor para moverse.
Es una locomotora-ténder, con rodaje de tres ejes acoplados, sin ejes libres, clasificada como: 030T (en terminología española), o clase: 0-6-0T (notación Whyte). Para ancho de vía de 1000 mm o vía métrica. Por tanto es una locomotora de vía estrecha, que sólo puede circular por vías de un metro de separación entre carriles. Actualmente rueda por un tramo del antiguo Ferrocarril del Tajuña, entre la estación de La Poveda y el apeadero de la Laguna del Campillo.
Cuenta con dos cilindros de 265mm de diámetro y carrera de 400mm. La distribución es Allan con válvula de distribuidor plana. Alimentados por vapor saturado. La caldera dispone de 82 tubos de calefacción de 50mm de diámetro y 2200mm de longitud, un emparrillado de 750x680mm y una altura en el hogar de 870mm. Las superficies de calefacción directa e indirecta son 2,98 m² y 29,36 m² respectivamente. Timbrada en fábrica a 12kg/cm². El esfuerzo de tracción resultante, para unas ruedas de 600mm de diámetro es de 4500KN (recalculado) el fabricante declaraba 90cv aunque se desconoce la velocidad a lo cual lo desarrollaba, arrojando en recalculos 90cv a 5 km/h y unos 300cv a 30 km/h como potencia límite.
Los aparatos de alimentación son de tipo aspirante ubicados en la parte superior de los tanques de agua.
Sus dimensiones generales son: 2050 mm de ancho, 3100mm desde la cabeza del carril hasta la chimenea y una distancia entre topes de 6370mm. Su peso en vacío son 14Tn y su peso máximo son 16Tn.

## Otras locomotoras funcionando en el Tren de Arganda
La asociación CIFVM (Vapor-Madrid) comenzó restaurando la locomotora Henschel Arganda, otra locomotora de vapor-carbón que fue fabricada en el año 1925 en Kassel, Alemania. Esa máquina actualmente está en servicio, matriculada con el número 1.
También se dispone de una locomotora diésel O & K, fabricada en 1956. Pintada en color rojo, se utiliza como máquina de reserva, en caso de averías de las locomotoras de vapor. En su placa lateral pone: ORENSTEIN-KOPPEL und LÜBECKER MASCHINENBAU Aktiengesellschaft WERK DORSTFELD. Dentro de la cabina otra placa informa que su número de fábrica fue el 25632. Y su año: 1956 (Baujahr: 1956). Y que sus velocidades van de 0 a 20 kilómetros/h. Esta diésel fue fabricada en Dortmund-Dorstfeld.